# Pagerjurang
Pagerjurang is een bestuurslaag in het regentschap Boyolali van de provincie Midden-Java, Indonesië. Pagerjurang telt 975 inwoners (volkstelling 2010).